# 亞布卡島

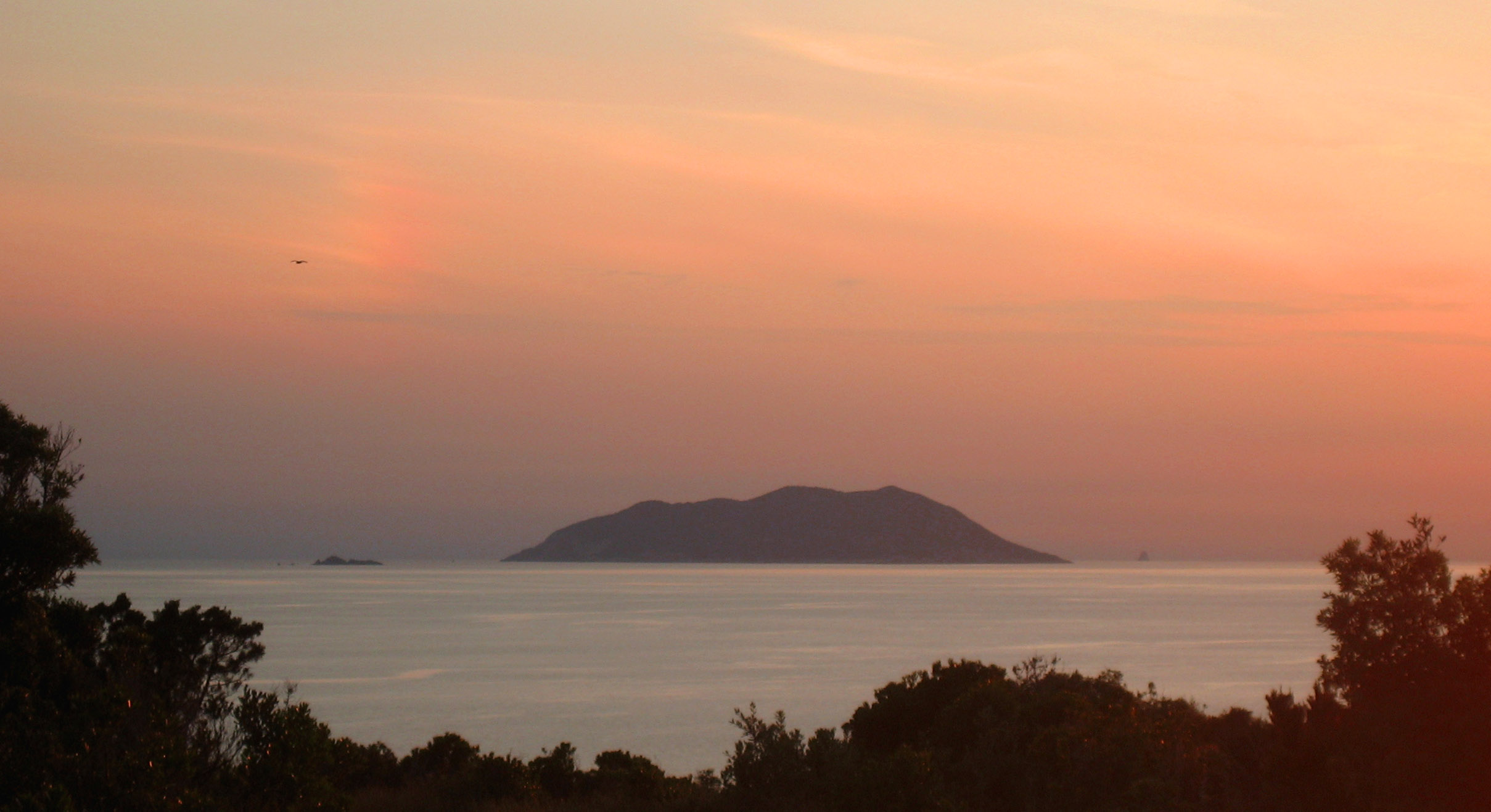

亞布卡島是克羅地亞的火山島，位於維斯島以西的亞得里亞海，面積0.22平方公里，海岸線長度0.715公里，最高點海拔高度97米，島上無人居住。
43°05′N 15°27′E / 43.083°N 15.450°E